# 刘宁宇
刘宁宇（1976年12月13日—），上海人，是一名已经退役的中国足球运动员。
刘宁宇最早被选入上海申花一线队，但是并未获得表现的机会。此后，他在上海浦东队逐渐成为主力球员之一，多年征战甲B联赛。2003年初，他被俱乐部终止了合约，处于无球可踢的状态。2004年初，他加盟了当时的乙级队上海衡源，但是事隔几个月俱乐部决定搬迁到南昌时，刘宁宇因为自己的腿伤最终决定退出，从此告别足坛。
退役后的刘宁宇曾在健身俱乐部担任明星教练。